# Kopparsvik

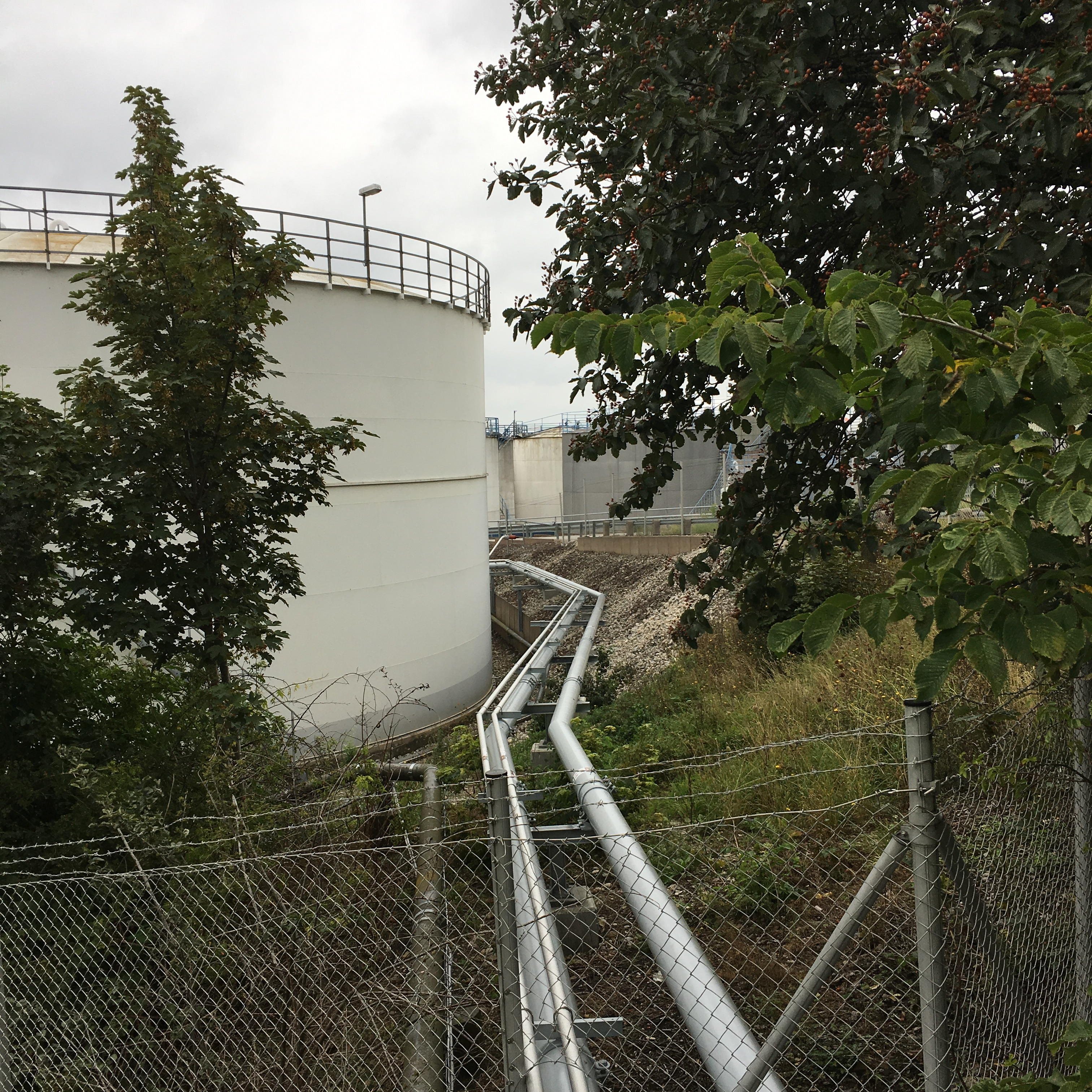
Kopparsvik 2017

Kopparsvik, är en numera utfylld vik och ett område söder om Visby hamn, vid och bortanför färjeterminalerna för Gotlandstrafikens båtar.

## Historia
Kopparsvik är känt som kvarnplats sedan början av 1600-talet. 1649 anlades här en vantfabrik, men redan efter några år måste tillverkningen upphöra. 1653 anlades i stället ett garveri på samma plats, vilket efter ett par år uppläts till den tyske handlaren Wolf Christopher Polhammar, far till Christoffer Polhem. 1659 flyttade han dock sitt garveri till Tingstäde. På 1790-talet anlade den holsteinske handelsmannen Tobias Lang en oljekvarn för tillverkning av linolja, samt kvarnar för malning av benmjöl, ett valkeri med mera på platsen. 1882 anlades Visby Cementfabrik i området. Gotlands sjukhem tillkom 1869 vid Kopparsvik på initiativ och genom bekostnad av prinsessan Eugénie.

## Gravfältet vid Kopparsvik
I slutet av 1800-talet upptäcktes gravfältet vid Kopparsvik, och flera av gravarna plundrades, varvid en del av fynden genom försäljning hamnade på British Museum. Den första fackmannamässiga undersökningen av gravfältet skedde 1918, då Oscar Wennersten undersökte två av gravarna på gravfältet. 1956 anlades en avloppsledning ned mot havet genom gravfältet, och ett 30-tal gravar undersöktes. I samband med att oljecisterner uppfördes på gravfältet undersöktes de kvarvarande gravarna, 295 stycken. Benrester från ytterligare förstörda gravar påträffades då i de utgrävda gravarna, och det ursprungliga gravantalet i området torde ursprungligen ha varit åtminstone 350–400 stycken. Liksom vid Gustavsvik utgörs huvuddelen av gravarna av mansgravar. Nästan inga barngravar har heller påträffats trots goda bevarandeförhållanden i kalkgruset. Detta faktum, samt att inga direkta boplatsspår finns i närheten – den närmaste omgivningen har för övrigt främst varit kala kalkklippor och direkt olämplig odlingsmark har det stora gravfältet kopplats till en handelsplats. Namnet Kopparsvik har antagits vara en förvrängning av ett ursprungligt "köpingsvik". Platsen har även förmodats som en möjlig vikingatida föregångare till Visby, men de båda platsernas förhållande till varandra är ännu oklar. Ett fåtal järnåldergravar har även påträffats vid Donners plats, och även andra fynd tyder på att åtminstone en mindre bebyggelse förekommit i Visby under samma tid. Gravarna vid Kopparsvik härrör huvudsakligen från 900- och 1000-talen.

## Nutida Kopparsvik
Kopparsvik är ett område i Visby som under 2000-talet har präglats av hamnverksamhet och stadsutveckling. Området har fått en central roll i Gotlands infrastruktur, med närhet till färjeterminalerna för Gotlandstrafiken och kryssningskajerna.
I samband med stadsplaneringen har både industriella anläggningar och rekreativa funktioner utvecklats. Området har även lyfts fram för sina kulturmiljövärden, där kommunala och regionala aktörer har arbetat med att balansera modern användning med bevarandet av platsens historiska karaktär.